# Stranka građanske akcije
Stranka građanske akcije (šp.: Partido Acción Ciudadana) je politička stranka lijevoga centra koja djeluje u Kostariki. Druga je najveća stranka u državi, odmah iza Nacionalne oslobodilačke stranke. Stranku je 2000. godine osnovao Ottón Solís.
Za razliku od ostalih socijaldemokratskih stranaka, PAC svoju socijaldemokraciju temelji na kršćanskom socijalizmu i konzervativnijoj politici. Prema svojoj ideologiji često se uspoređuje s američkom Demokratskom strankom, ali više kršćanski usmjerenoj. Jedne od glavnih odrednica politike su umjereni protekcionizam, zaštita državne imovine, borba za izvlaštenje banaka i privatiziranih državnih tvrtki te ekologija.

## Vanjske poveznice
- Službene stranice (šp.)